# Galdogob
Galdogob (arab. جلدغب) – miasto w północno-środkowej Somalii (Puntland); w regionie Mudug; 7 067 mieszkańców (2005). Jest stolicą okręgu Galdogob.